# رئيس وزراء روسيا البيضاء
رئيس وزراء جمهورية بيلاروسيا هو نائب رئيس حكومة بيلاروسيا. حتى عام 1991، كان يُعرف باسم رئيس مجلس وزراء جمهورية بيلاروسيا الاشتراكية السوفيتية باعتباره رئيس حكومة الجمهورية المكونة للاتحاد السوفيتي.
يتولى رئيس الوزراء رئاسة مجلس وزراء بيلاروسيا، وهو الهيئة الحكومية المركزية، وهو مسؤول أمام الرئيس. يتم تعيين رئيس الوزراء من قبل رئيس بيلاروسيا. بمجرد تعيين رئيس الوزراء، يتم تشكيل حكومة مكونة من 30 عضوًا تتكون من الوزراء والرؤساء، وهذا الأخير هو منصب غير وزاري. وبما أن بيلاروسيا جمهورية رئاسية، فإن رئيس الوزراء لا يتمتع بأي سلطة أو سيطرة حقيقية على شؤون الحكومة، وهي في نهاية المطاف تحت السيطرة المباشرة للرئيس الذي يتمتع بالسلطة الحقيقية على الحكومة وأنشطتها.

## الواجبات

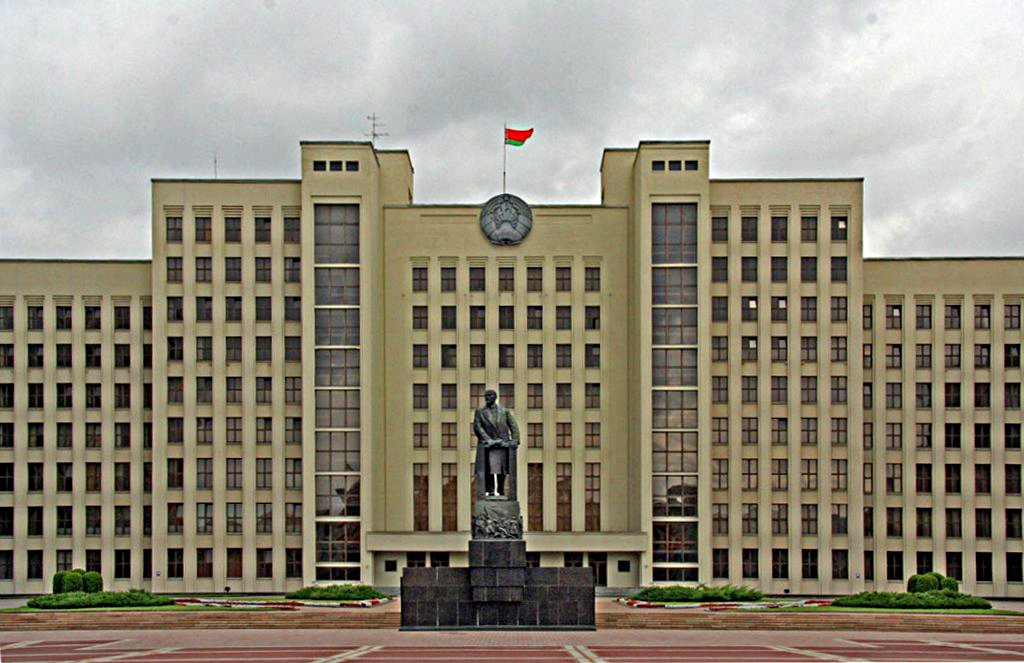
دار الحكومة في مينسك

وتشمل أنشطة رئيس الوزراء في إدارة الحكومة ما يلي:
- توقيع التشريعات الحكومية
- إبلاغ الرئيس بالمبادئ الأساسية للحكومة
- مشروع الميزانية
- فرض سياسة موحدة في المجالات المالية والنقدية والتعليمية والصحية والعمالية
- ضمان تنفيذ قرارات وتعليمات الرئيس
- ليحل محل الرئيس في حالات الغياب المؤقت والمطلق

تم صياغة الدستور من قبل المجلس الأعلى في بيلاروسيا، وهو الهيئة التشريعية السابقة للبلاد، ويتأثر بشكل كبير بالدساتير الغربية. لقد تم تعديل الدستور ثلاث مرات في ظل ظروف مثيرة للجدل منذ اعتماده لأول مرة، في عام 1996، وفي عام 2004 وفي عام 2022. وقد أدت استفتاءان، طعن فيهما مراقبون مستقلون وزعماء معارضة حكومية، إلى زيادة سلطة الرئاسة على الحكومة وإلغاء الحدود الزمنية للرئاسة.

## قائمة رؤساء وزراء بيلاروسيا
| لا | الصورة        | الاسم (ولد-مات)               | تولى منصبه                    | ترك المكتب                    | مكان الولادة                                  | الحيازة (in years) | القادة                                                                 |
| -- | ------------- | ----------------------------- | ----------------------------- | ----------------------------- | --------------------------------------------- | ------------------ | ---------------------------------------------------------------------- |
| 1  |               | فياتشيسلاف كيبيتش (1936–2020) | 19 أيلول / سبتمبر 1991        | 21 تموز / يوليه 1994          | كونيوشيفشينا، منطقة مينسك                     | 2 سنوات و305 أيام  | ستانيسلاف شوشكيفيتش (رئيس مجلس السوفيات الأعلى لبيلاروسيا : 1991-1994) |
| 2  |               | ميخائيل شيغير (1948–)         | 21 تموز / يوليه 1994          | 18 تشرين الثاني / نوفمبر 1996 | أوسوفو, منطقة مينسك                           | 2 سنوات و120 أيام  | ألكسندر لوكاشينكو (الرئيس : منذ عام 1994)                              |
| 3  |               | سيرجي لينغ (1937–)            | 18 تشرين الثاني / نوفمبر 1996 | 18 شباط / فبراير 2000         | مينسك، منطقة مينسك                            | 3 سنوات و92 أيام   | ألكسندر لوكاشينكو (الرئيس : منذ عام 1994)                              |
| 4  |               | فلاديمير يرموشين (1942–)      | 18 شباط / فبراير 2000         | 1 تشرين الأول / أكتوبر 2001   | برونسك, روسيا الاتحادية الاشتراكية السوفياتية | 1 سنة و225 أيام    | ألكسندر لوكاشينكو (الرئيس : منذ عام 1994)                              |
| 5  |               | جينادي نوفيتسكي (1949–)       | 1 تشرين الأول / أكتوبر 2001   | 11 تموز / يوليه 2004          | موغيليف، منطقة موغيليف                        | 2 سنوات و284 أيام  | ألكسندر لوكاشينكو (الرئيس : منذ عام 1994)                              |
| 6  |               | سيرجي سيدورسكي (1954–)        | 11 تموز / يوليه 2004          | 28 كانون الأول / ديسمبر 2010  | غوميل، منطقة غوميل                            | 6 سنوات و170 أيام  | ألكسندر لوكاشينكو (الرئيس : منذ عام 1994)                              |
| 7  |               | ميخائيل مياسنيكوفيتش (1950–)  | 28 كانون الأول / ديسمبر 2010  | 27 كانون الأول / ديسمبر 2014  | نوفي سنو، منطقة مينسك                         | 4 سنوات و60 أيام   | ألكسندر لوكاشينكو (الرئيس : منذ عام 1994)                              |
| 8  |               | أندريه كوبياكوف (1960–)       | 27 كانون الأول / ديسمبر 2014  | 18 أغسطس 2018                 | موسكو، روسيا الاتحادية الاشتراكية السوفياتية  | 3 سنوات و234 أيام  | ألكسندر لوكاشينكو (الرئيس : منذ عام 1994)                              |
| 9  |               | سيرجي روماس (1969–)           | 18 أغسطس 2018                 | 3 يونيو 2020                  | غوميل، منطقة غوميل                            | 1 سنة و290 أيام    | ألكسندر لوكاشينكو (الرئيس : منذ عام 1994)                              |
| 10 |               | رومان جولوفتشينكو (1973–)     | 4 يونيو 2020                  | 17 أغسطس 2020                 | زودينو، منطقة مينسك                           | 74 أيام            | ألكسندر لوكاشينكو (الرئيس : منذ عام 1994)                              |
| 10 | 19 أغسطس 2020 | رومان جولوفتشينكو (1973–)     | شاغل الوظيفة                  | 4 سنوات و313 أيام             | زودينو، منطقة مينسك                           |                    | ألكسندر لوكاشينكو (الرئيس : منذ عام 1994)                              |